# Zelos (mitologia)
Zelos (gr. Ζῆλος Zē̂los, łac. Invidia ‘współzawodnictwo’) – w mitologii greckiej uosobienie współzawodnictwa, syn bogini rzeki Styks i Pallasa, brat Nike, Bii i Kratosa.